# Église Saint-Pierre-ès-Liens de Chapelle-Vallon
Pour les articles homonymes, voir Église Saint-Pierre-ès-Liens.
L'église Saint-Pierre-ès-Liens est une église située à Chapelle-Vallon, en France.

## Description

### Mobilier
Elle possède de nombreux mobiliers du XVIe siècle comme des statues
- Sébastien,
- Antoine,
- Pierre,
- plusieurs évêques,

verrières et une peinture monumentale.
Mais aussi une vierge à l'enfant du XIVe (?) polychrome.

## Localisation
L'église est située sur la commune de Chapelle-Vallon, dans le département français de l'Aube.

## Historique
Elle appartenait au grand doyenné Troyes, elle appartenait au prieur de Saint-Sépulcre auquel elle avait été donnée en 1114. La tour est du XIIe siècle avec la nef, pour le reste elle est du XVIe.
L'édifice est classé au titre des monuments historiques en 1987.